# Anamiopteryx borellii
Anamiopteryx borellii es una especie de mantis de la familia Thespidae.

## Distribución geográfica
Se encuentra en Argentina, Bolivia, Brasil y  Uruguay.